# 레이철 라일리
레이철 라일리(Rachel Riley, 1986년 1월 11일 ~ )는 잉글랜드의 모델, 사회자, 스포츠 전문가, 수학자이다.